# Ochotona gaoligongensis
Ochotona gaoligongensis är en däggdjursart som beskrevs av Wang, Gong och Duan 1988. Ochotona gaoligongensis ingår i släktet Ochotona och familjen pipharar. IUCN kategoriserar arten globalt som otillräckligt studerad. Inga underarter finns listade i Catalogue of Life. Arten är endemisk till Kina och förekommer i provinsen Yunnan.